# ليزا هووك
ليزا هووك (بالإنجليزية: Lisa Hook)‏ هي كبيرة الإداريين التنفيذيين أمريكية، ولدت في 28 فبراير 1958 في بيتسبرغ في الولايات المتحدة.